# 도미타 다이스케
도미타 다이스케(일본어: 冨田 大介, 1977년 4월 24일 ~ )는 일본의 전 축구 선수이다.

## 구단 경력
그는 2000년부터 2018년까지 J리그의 미토 홀리호크, 오미야 아르디자, 비셀 고베, 방포레 고후, 도쿠시마 보르티스에서 활동하였다.